# Bargny 1

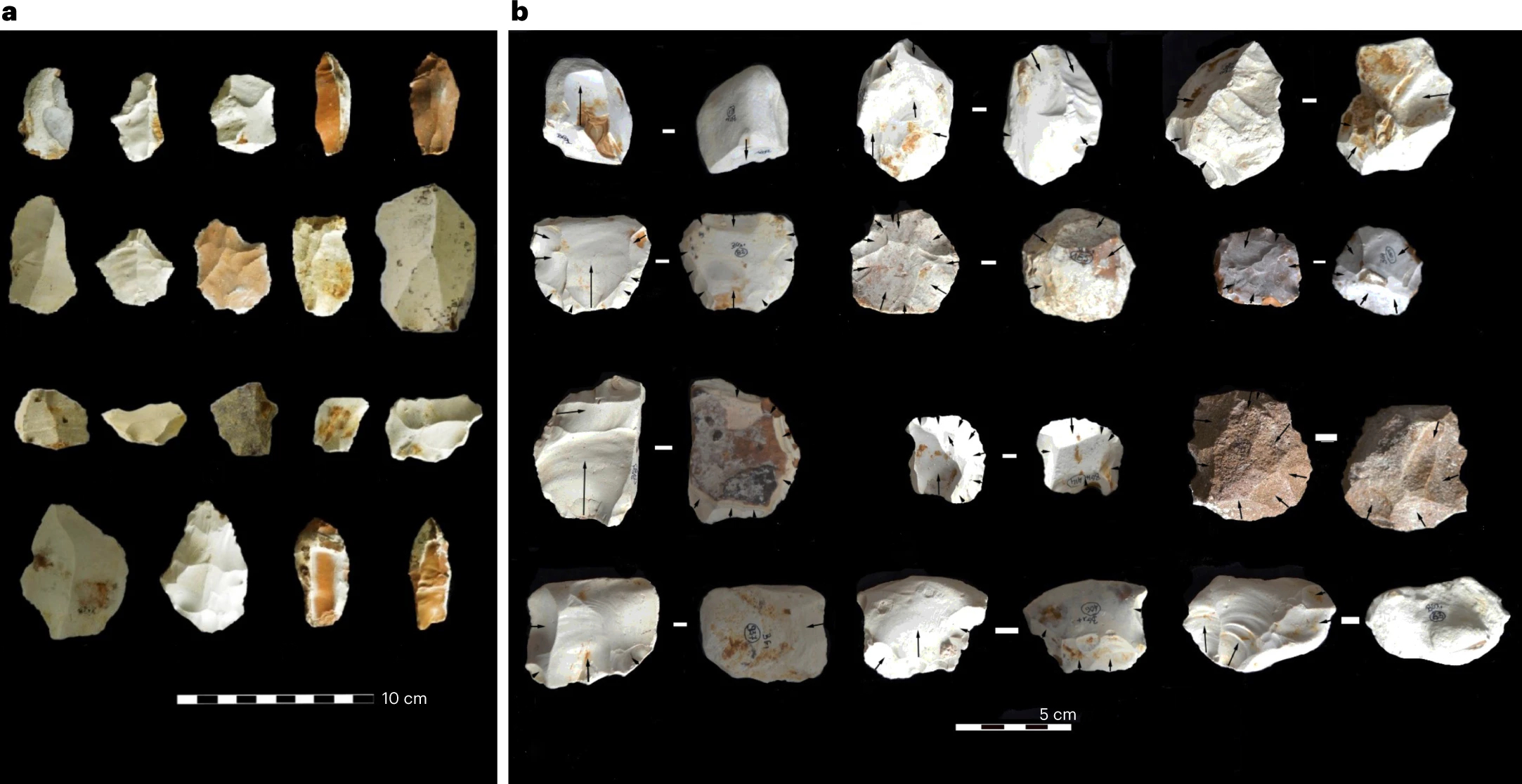
Abschläge (links) und Kerne (rechts) aus Bargny 1

Bargny 1 ist eine archäologische Fundstätte im Senegal auf dem Gebiet der Stadt Bargny, rund 30 Kilometer östlich der Hauptstadt Dakar. Unweit der heutigen Küstenlinie wurden in einem Steinbruch rund 150.000 Jahre alte Steinwerkzeuge geborgen. Laut der 2023 publizierten Fundbeschreibung handelt es sich bei diesen Artefakten um die ältesten Nachweise von Steinwerkzeugen in Westafrika.
Die Fundstätte 'Bargny 1' befindet sich am steilen Rand eines Steinbruchs, der 1,9 Kilometer von der Küstenlinie des Atlantiks entfernt ist (Geodaten: 14.7° N, 17.2° W). Erstmals 1941 wurden Oberflächenfunde aus der Steinzeit beschrieben, eine erste Ausgrabung fand 1975 statt; sie betraf allerdings nur die obersten 25 Zentimeter. Die neuerliche Grabung, deren Befunde 2023 im Fachblatt Nature Ecology & Evolution beschrieben wurden, reichte hingegen bis in eine Tiefe von rund drei Metern und betraf eine Fläche von 175 × 100 Zentimetern. Im Verlauf dieser Grabung wurden sechs übereinander liegende Sedimentflächen nachgewiesen, deren zweitunterste auf ein Alter von 150.000 ± 6.000 Jahren datiert wurde. In ihr legten die Forscher insgesamt 772 Steinartefakte aus lokalem, in der untersten Sedimentschicht vorkommendem Kalkstein frei, deren Mischung als charakteristisch für eine Werkzeugherstellung an diesem Ort interpretiert wurde. Das Aussehen diese Steinwerkzeuge und Abschläge wurde als typisch für die Levalloistechnik des afrikanischen Middle Stone Age beschrieben.

## Belege
1. ↑  Khady Niang et al.: Longstanding behavioural stability in West Africa extends to the Middle Pleistocene at Bargny, coastal Senegal. In: Nature Ecology & Evolution. Online-Publikation vom 4. Mai 2023, doi:10.1038/s41559-023-02046-4.